# Eucera troglodytes
Eucera troglodytes är en biart som beskrevs av Jean-Paul Risch 2003. Eucera troglodytes ingår i släktet långhornsbin, och familjen långtungebin. Inga underarter finns listade i Catalogue of Life.